# آقا (عنوان)

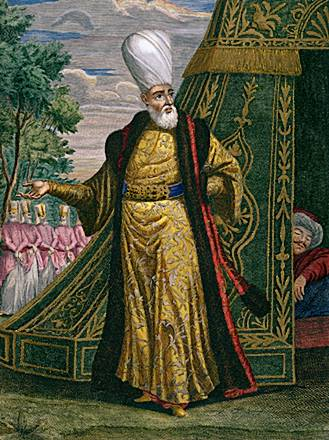
یک آقای ینی‌چری

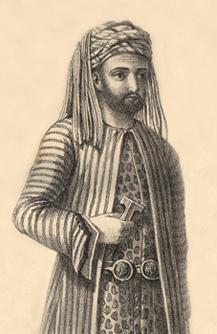
عمر آقا افسر کردی پاشا، شیخ محمود از سلیمانیه از بابان ۱۸۲۰

آقا واژه‌ای ترکی است که در زبان فارسی برای مردان به کار می‌رود و به معنی بزرگ، سَر، سَرور، خداوند، خداوندگار، سیّد، مولی، صاحب و در صدر یا ذیل نامهای خاص، کلمهٔ تعظیم است.(ترکی عثمانی: أغا‎ ) عنوانی احترام‌آمیز برای یک شخص غیرنظامی یا افسر نظامی یا اغلب بخشی از این عنوان و پس از نام خاص و غیرنظامی یا کارمندان نظامی در امپراتوری عثمانی قرار می‌گرفت. در همان زمان برخی از درباریان با عنوان آقا شناخته می‌شدند.
در بین هنرمندان زندیه و قاجاریه و خصوصا نقاشان فتحعلی شاه قاجار آقا میرزا بابا و آقا مهرعلی نقاش که دارای ثروت فراوانی بودند پیشوند آقا را در ابتدای نام‌خود داشتند آنها هم‌ در نامگذاری فرزندان خود از پیشوند آقا استفاده کرده بودند ازقبیل آقا احمد، آقای علی و آقا میرزا می باشد.

## ریشه‌شناسی
ریشهٔ واژهٔ آقا  از ترکی باستان می‌آید. در ترکی آقا معنی «برادر بزرگ‌تر» است. آقا معادل عنوان ترکی واژهٔ آکا است.

## آقا در میان مردم ایران
در مناطق مختلف ایران آقا برای احترام به روحانیت، و حتی افراد عادی جامعه گفته می شود. از طرفی می تواند این واژه از روی ترس یا کسی که ثروت یا جایگاه سیاسی ، اجتماعی ، اقتصادی ... نیز داشته باشد گفته شود.
در کردستان، آقا لقبی برای رئیس قبیله یا بزرگ خاندان یا سرپرستان ده است. این لقب همچنین به زمینداران ثروتمند هم داده می‌شود. 

## دیگر استفاده‌ها
«آقا» امروزه در زبان فارسی به عنوان یک عنوان احترام‌آمیز برای مردان به کار می‌رود. عنوان هم‌تراز برای زنان خانم است.